# A Night at the Odeon — Hammersmith 1975
A Night at the Odeon — концертний альбом британського рок-гурту «Queen». Альбом є першим офіційним релізом виступу гурту в переддень Різдва у «Hammersmith Odeon» у 1975 році, знятий «BBC». Концерт транслювався на «BBC2» і «BBC Radio 1» і включав одне з перших живих виконаннь «Bohemian Rhapsody». Це найпопулярніший бутлеґ гурту.

## Передумови
Концерт 24 грудня 1975 року у «Hammersmith Odeon» став заключною датою британського туру «Queen» на підтримку альбому «A Night at the Opera», який вийшов кількома тижнями раніше і вже став платиновим. Сингл «Bohemian Rhapsody» був у середині своєї 9-тижневої присутності на першому місці в британських чартах під час концерту, який був одним з перших, коли пісня звучала наживо. «Queen» вже зіграли чотири концерти в «Hammersmith Odeon» раніше під час туру і отримали позитивні відгуки в пресі, журнал «Sounds» писав: «все у них говорить про те, що вони важливіше, ніж будь-який інший гурт, який ви чули».
Концерт був оголошений «Melody Maker» як «Найкоролівський гурт Британії чекає вашої присутності…», в результаті всі 5000 квитків розпродані. Гітарист Браян Мей пізніше згадував: «Цей концерт був дуже особливим, тому що це був перший раз, коли ми грали ціле шоу повністю наживо для телебачення». Соліст Фредді Мерк'юрі грав на білому роялі «Bechstein», привезеному спеціально для концерту, і носив білі і чорні комбінезони, змінюючи костюми під час середині концерту.
Хоча альбом «A Night at the Opera» був у чартах під час концерту, сет-лист гурту переважно був оснований на більш ранніх піснях, які добре працювали на сцені, у тому числі на сольному гітарному місці Мея в середині виступу і попурі зі старих рок-н-рольних пісень ближче до кінця виступу. Гурт виконував тільки баладний розділ «Bohemian Rhapsody» як частину попурі зі старим матеріалом, єдиною іншою оперною композицією була «God Save The Queen», яка програвалася з касети в самому кінці концерту.
Концерт транслювався на телеканалі «BBC2» в рамках музичної програми «The Old Grey Whistle Test», аудіо з ним пізніше транслювалося на «BBC Radio 1». «Queen» з'являлися на концерті кілька разів раніше, коли студійні треки відтворювалися разом із замовленими музичними кліпами. Ведучий «Whistle Test» Боб Харріс представив гурт на сцені і пізніше згадав, що «Queen» «були в настрої вечірки в „Hammersmith Odeon“ тієї ночі». На жаль, камери були упаковані до другого виходу гурту на біс, тому були записані тільки аудіо пісень «Seven Seas of Rhye» і «See What a Fool I've Been».
Завдяки високоякісному запису і зйомкам, а також загальнонаціональному телебаченню і радіо, концерт став найпопулярнішим бутлег-записом «Queen». Багато пісень з набору «Hammersmith» були зняті гуртом в більш пізніх турах і не з'являлися у офіційних концертних альбомах, таких як «Live Killers» і «Live at Wembley '86».
Вважалося, що оригінальні Багатоканальний запис|багатодоріжкові стрічки концерту були загублені до того, як були відновлені у 2009 році і відреставровані звукорежисерами «Queen» Джастіном Ширлі-Смітом, Крісом Фредрікссоном і Джошем Макреєм. Того ж року транслювався 50-хвилинний показ концерту, знову на «BBC2». 2011 року кілька треків з цього концерту були офіційно випущені в інших місцях як бонус-треки у перевиданнях студійних альбомів «Queen»: «White Queen» у перевиданні «Queen II» «Universal Records» і «Now I'm Here» у «Sheer Heart Attack». «Ogre Battle» також вийшов у вигляді відео тільки на iTunes делюкс-версії останньої.

## Реліз
Відреставрований і відновлений концерт продемонстрували на спеціальному показі 8 жовтня 2015 року в «Olympic Studios Cinema», Бернс (Лондон), де частково був записаний «A Night at the Opera».
Альбом вийшов 20 листопада в форматах CD, DVD, SD Blu-ray і подвійному LP, а також в делюкс-бокс-сеті, що включав книгу в твердій палітурці, з репродукціями пам'ятних турів конкретного періоду і аудіозапис саундчеку гурту для концерту. Реліз DVD/Blu-ray також містив бонусні матеріали з першого туру «Queen» по Японії у 1975 році в «Nippon Budokan», а також 22-хвилинний документальний фільм з інтерв'ю Мея, Роджера Тейлора і Харріса під назвою «Озираючись назад, на Одеон».

## Трек-лист

### CD
| #   | Назва                                                                      | Автор                    | Тривалість |
| --- | -------------------------------------------------------------------------- | ------------------------ | ---------- |
| 1.  | «Now I'm Here»                                                             | Браян Мей                | 4:43       |
| 2.  | «Ogre Battle»                                                              | Фредді Мерк'юрі          | 5:19       |
| 3.  | «White Queen (As It Began)»                                                | Мей                      | 5:31       |
| 4.  | «Bohemian Rhapsody»                                                        | Мерк'юрі                 | 2:28       |
| 5.  | «Killer Queen»                                                             | Мерк'юрі                 | 2:08       |
| 6.  | «The March of the Black Queen»                                             | Мерк'юрі                 | 1:30       |
| 7.  | «Bohemian Rhapsody» (Reprise)                                              | Мерк'юрі                 | 1:02       |
| 8.  | «Bring Back That Leroy Brown»                                              | Мерк'юрі                 | 1:32       |
| 9.  | «Brighton Rock»                                                            | Мей                      | 2:24       |
| 10. | «Guitar solo»                                                              | Мей                      | 6:37       |
| 11. | «Son and Daughter»                                                         | Мей                      | 1:44       |
| 12. | «Keep Yourself Alive»                                                      | Мей                      | 4:33       |
| 13. | «Liar»                                                                     | Мерк'юрі                 | 8:45       |
| 14. | «In the Lap of the Gods... Revisited»                                      | Мерк'юрі                 | 5:24       |
| 15. | «Big Spender»                                                              | Сі Колмен, Дороті Філдс  | 1:24       |
| 16. | «Jailhouse Rock / Stupid Cupid / Be-Bop-A-Lula / Jailhouse Rock» (Reprise) | різні артисти            | 9:21       |
| 17. | «Seven Seas of Rhye»                                                       | Мерк'юрі                 | 3:11       |
| 18. | «See What a Fool I've Been»                                                | Мей                      | 4:22       |
| 19. | «God Save the Queen»                                                       | народна, аранжування Мея | 1:23       |

### DVD/Blu-ray
| #   | Назва                                                                      | Автор                    | Тривалість |
| --- | -------------------------------------------------------------------------- | ------------------------ | ---------- |
| 1.  | «Now I'm Here»                                                             | Мей                      |            |
| 2.  | «Ogre Battle»                                                              | Мерк'юрі                 |            |
| 3.  | «White Queen (As It Began)»                                                | Мей                      |            |
| 4.  | «Bohemian Rhapsody»                                                        | Мерк'юрі                 |            |
| 5.  | «Killer Queen»                                                             | Мерк'юрі                 |            |
| 6.  | «The March of the Black Queen»                                             | Мерк'юрі                 |            |
| 7.  | «Bohemian Rhapsody» (Reprise)                                              | Мерк'юрі                 |            |
| 8.  | «Bring Back That Leroy Brown»                                              | Мерк'юрі                 |            |
| 9.  | «Brighton Rock»                                                            | Мей                      |            |
| 10. | «Guitar Solo»                                                              | Мей                      |            |
| 11. | «Son and Daughter»                                                         | Мей                      |            |
| 12. | «Keep Yourself Alive»                                                      | Мей                      |            |
| 13. | «Liar»                                                                     | Мерк'юрі                 |            |
| 14. | «In the Lap of the Gods... Revisited»                                      | Мерк'юрі                 |            |
| 15. | «Big Spender»                                                              | Колмен, Філдс            |            |
| 16. | «Jailhouse Rock / Stupid Cupid / Be-Bop-A-Lula / Jailhouse Rock» (Reprise) | різні артисти            |            |
| 17. | «God Save the Queen»                                                       | народна, аранжування Мея |            |

#### DVD/SD Blu-ray extras
Live in Japan '75
1. «Now I'm Here» (концерт в «Budokan», Токіо, Японія, 1 травня 1975)
2. «Killer Queen» (концерт в «Budokan», Токіо, Японія, 1 травня 1975)
3. «In the Lap of the Gods… Revisited» (концерт в «Budokan», Токіо, Японія, 1 травня 1975)

Looking Back at the Odeon
Раніше випущений 22-хвилинний документальний фільм з інтерв'ю з Браяна Мея, Роджера Тейлора і Боба Харріса.

### LP
| Сторона перша | Сторона перша               | Сторона перша | Сторона перша |
| #             | Назва                       | Автор         | Тривалість    |
| ------------- | --------------------------- | ------------- | ------------- |
| 1.            | «Now I'm Here»              | Мей           |               |
| 2.            | «Ogre Battle»               | Мерк'юрі      |               |
| 3.            | «White Queen (As It Began)» | Мей           |               |

| Сторона друга | Сторона друга                  | Сторона друга | Сторона друга |
| #             | Назва                          | Автор         | Тривалість    |
| ------------- | ------------------------------ | ------------- | ------------- |
| 1.            | «Bohemian Rhapsody»            | Мерк'юрі      |               |
| 2.            | «Killer Queen»                 | Мерк'юрі      |               |
| 3.            | «The March of the Black Queen» | Мерк'юрі      |               |
| 4.            | «Bohemian Rhapsody» (Reprise)  | Мерк'юрі      |               |
| 5.            | «Bring Back That Leroy Brown»  | Мерк'юрі      |               |
| 6.            | «Brighton Rock»                | Мей           |               |
| 7.            | «Guitar Solo»                  | Мей           |               |
| 8.            | «Son and Daughter»             | Мей           |               |

| Сторона третя | Сторона третя                         | Сторона третя | Сторона третя |
| #             | Назва                                 | Автор         | Тривалість    |
| ------------- | ------------------------------------- | ------------- | ------------- |
| 1.            | «Keep Yourself Alive»                 | Мей           |               |
| 2.            | «Liar»                                | Мерк'юрі      |               |
| 3.            | «In the Lap of the Gods... Revisited» | Мерк'юрі      |               |

| Сторона четверта | Сторона четверта                                                           | Сторона четверта         | Сторона четверта |
| #                | Назва                                                                      | Автор                    | Тривалість       |
| ---------------- | -------------------------------------------------------------------------- | ------------------------ | ---------------- |
| 1.               | «Big Spender»                                                              | Колмен, Філдс            |                  |
| 2.               | «Jailhouse Rock / Stupid Cupid / Be-Bop-A-Lula / Jailhouse Rock» (Reprise) | різні артисти            |                  |
| 3.               | «Seven Seas of Rhye»                                                       | Мерк'юрі                 |                  |
| 4.               | «See What a Fool I've Been»                                                | Мей                      |                  |
| 5.               | «God Save the Queen»                                                       | народна, аранжування Мея |                  |

## Музиканти
- Фредді Мерк'юрі — головний вокал, піаніно
- Браян Мей — гітара, бек-вокал, укулеле в «Bring Back That Leroy Brown»
- Роджер Тейлор — ударні, перкусія, бек-вокал
- Джон Дікон — бас-гітара, бек-вокал, трикутник в «Killer Queen»

## Чарти
| Чарт (2015)                     | Позиція |
| ------------------------------- | ------- |
| Австрія (Ö3 Austria)            | 57      |
| Бельгія (Ultratop Flanders)     | 60      |
| Бельгія (Ultratop Wallonia)     | 42      |
| Нідерланди (Album Top 100)      | 28      |
| Франція (SNEP)                  | 118     |
| Німеччина (Offizielle Top 100)  | 34      |
| Іспанія (PROMUSICAE)            | 41      |
| Швейцарія (Schweizer Hitparade) | 31      |
| Велика Британія (OCC)           | 40      |

| Чарт (2019)      | Позиція |
| ---------------- | ------- |
| Австралія (ARIA) | 3       |